# Hüseyinler
Hüseyinler ist ein Ort im Landkreis Silifke der türkischen Provinz Mersin. Bis 2012 war Hüseyinler ein Dorf mit zuletzt 572 Einwohnern und wurde dann nach einer Gebietsreform zum Ortsteil der Kreisstadt Silifke. Der Ort liegt etwa 20 Kilometer nordöstlich von Silifke und 60 Kilometer südwestlich der Provinzhauptstadt Mersin. Er liegt an der Straße, die östlich des Tales Şeytan Deresi von Kızkalesi an der Mittelmeerküste, dem antiken Korykos, ins bergige Landesinnere nach Cambazlı und weiter nach Uzuncaburç, dem alten Olba führt. Sie passiert dabei die antike Siedlung von Hıdırlı und die Türme von Sarayın und Gömeç im Osten sowie im Westen den Turm von Gücük und die in den steilen Wänden des Tales liegenden Felsreliefs von Adamkayalar.
Im Dorfgebiet sind einzelne Sarkophage aus römischer und frühbyzantinischer Zeit erhalten, von den Bewohnern werden noch römische Zisternen unter oder bei den Häusern genutzt. In der Umgebung sind beiderseits der Straße antike Siedlungsspuren sowie Gräber, Meilensteine, Rundaltäre und Chamosorien zu sehen.